# Sainte-Croix (Svizzera)
Sainte-Croix (toponimo francese; in tedesco Heilig Kreuz, desueto) è un comune svizzero di 4 912 abitanti del Canton Vaud, nel distretto del Jura-Nord vaudois.

## Monumenti e luoghi d'interesse
- Chiesa riformata, eretta nel 1642[1].

## Società

### Evoluzione demografica
L'evoluzione demografica è riportata nella seguente tabella:
Abitanti censiti

## Economia
Sainte-Croix è una località turistica (villeggiatura estiva e stazione sciistica) sviluppatasi a partire dalla metà del XIX secolo.

## Infrastrutture e trasporti

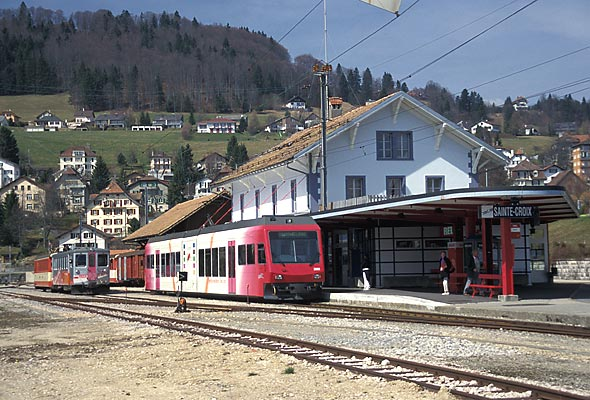
La stazione di Sainte-Croix

Sainte-Croix è servito dall'omonima stazione, capolinea della ferrovia Yverdon-Sainte-Croix.

## Amministrazione
Ogni famiglia originaria del luogo fa parte del cosiddetto comune patriziale e ha la responsabilità della manutenzione di ogni bene ricadente all'interno dei confini del comune.